# Parabarrovia ogilviensis
Parabarrovia ogilviensis là một loài bướm đêm trong họ Noctuidae.